# Христо Мархолев
Христо Стамулов Мархолев е български офицер, генерал-майор.

## Биография
Христо Мархолев е роден е на 14 септември 1888 година в Калофер. Записва се като кадет във Военното училище в София през 1901, което завършва през 1908 година. От 1908 до 1909 г. завършва кавалерийска школа. В периода 1912 – 1918 година служи в четвърти конен полк като взводен и ескадронен командир. По-късно служи в 10-и конен полк, а от 1922 г. е на служба във Военното училище От 1927 година е командир на първи конен полк, а от следващата година е назначен за командир на пети конен полк. През 1931 година е уволнен поради антимонархически настроения. Участва в Деветнадесетомайския преврат през 1934 г., след което е назначен за поддиректор на полицията и началник на униформената полиция. Уволнен през януари 1935 г. в интерес на службата. През 1938 г. е интерниран от София.
През 1942 година полковник Христо Мархолев става член на ОФ. Членува във Военния съюз. Член на Звено и като такъв член на Националния комитет на ОФ. През 1944 година е назначен за флигеладютант на Царя. От 1946 година е секретар на НК на ОФ. От декември 1947 г. Държавна сигурност го води на отчетно-наблюдателно дело под псевдоним „Малкия“ и „Мухльо“. Делото му е закрито на 10 юни 1959 г. През 1957 година става член на Изпълнителния комитет на НС на ОФ. В периода 1972 – 1978 година член на президиума на НС на ОФ. Носител е на Орден „За Храброст“, 4-та степен, 2-ри клас.

## Военни звания
- Подпоручик (2 август 1908)
- Поручик (22 септември 1911)
- Капитан (1 март 1916)
- Майор (30 май 1918)
- Подполковник (6 май 1923)
- Полковник (3 септември 1928)
- Генерал-майор (30 декември 1945)